# 孟加拉豹
孟加拉豹（学名：Panthera pardus fusca）或称印度豹，是广泛分布于印度次大陸的一个大型花豹亚种。成年雄性体重 44–75 kg，平均 62.5 kg；成年雌性 33–58.5 kg，平均 44.6 kg。
孟加拉豹是亚洲豹中数量最多的亚种，也是南亚地区最常见的大型猫科动物，但由于人类的快速扩张，孟加拉豹面临栖息地丧失和破碎的危机，种群数量呈下降趋势。随着印度次大陆的人口密度不断增高，豹与人类的冲突频发。在印度，孟加拉豹已被迫适应有人居住的生境，常出没于城市近郊，且有多次袭击人类的记录。除捕猎鹿、羚羊、猴子及各类小型动物外，牛、羊甚至狗等家畜亦是其主要食物来源。

## 种群数量
本種現在主要分佈於印度、巴基斯坦、不丹及斯里蘭卡四國；孟加拉國并未見本種種群，但在錫爾赫特市、吉大港山区及科克斯巴扎爾的森林中有零星的目擊記錄。2014 年，印度对东北地区除外的全国老虎栖息地周边的豹进行了数量普查，估计有 7910 只豹在调查区域中，推测全国共有 1.2–1.4 万只豹。
| 地区           | 数量（只） |
| -------------- | ---------- |
| 安得拉邦       | 343        |
| 比哈尔邦       | 32         |
| 恰蒂斯加尔邦   | 846        |
| 果阿邦         | 71         |
| 贾坎德邦       | 29         |
| 卡纳塔克邦     | 1,129      |
| 喀拉拉邦       | 472        |
| 中央邦         | 1,817      |
| 马哈拉施特拉邦 | 905        |
| 奥迪沙邦       | 345        |
| 泰米尔纳德邦   | 815        |
| 北方邦         | 194        |
| 北阿坎德邦     | 703        |